# Ammon (preußisches Adelsgeschlecht)

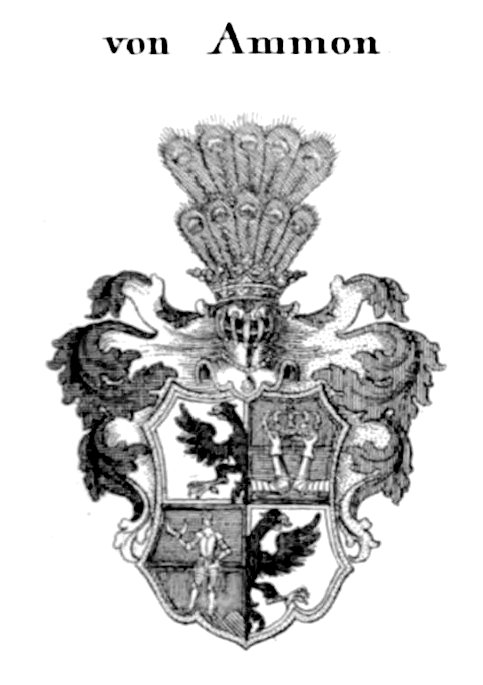
Wappen derer von Ammon von 1742

Ammon ist der Name eines preußischen Adelsgeschlechts. Es ist zu unterscheiden von dem bayerischen und sächsischen Adelsgeschlecht gleichen Namens.

## Geschichte
Die Familie stammte aus Neuenburg NE und gehörte der französischen Kolonie in Berlin an. Die Stammreihe des Geschlechts beginnt mit dem Gräflich Leiningenschen Vogt in Schwabach Sixtus Ammon (1500–1578). Die Erhebung in den preußischen Adelsstand erfolgte mit Diplom vom 23. Januar 1742 für Christoph Heinrich Ammon (* 11. Dezember 1713 in Halberstadt, † 27. Februar 1783), königlich preußischen Gesandten am kursächsischen Hof und bei den Generalstaaten. 
Mit Diplom vom 24. Januar 1765 wurde diese Adelserhebung auf seine drei Brüder und deren Nachkommen ausgedehnt. 

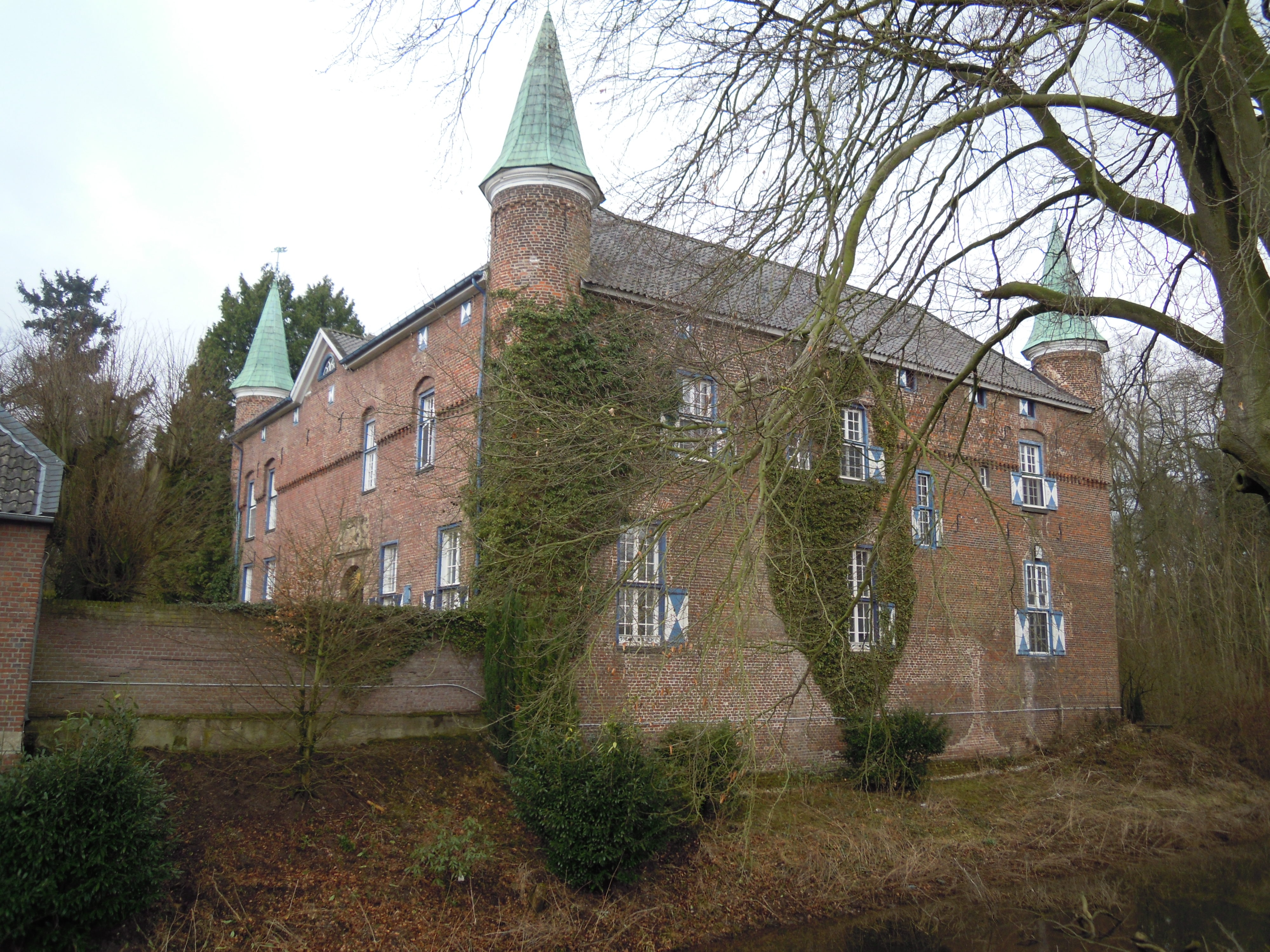
Haus Walbeck

Georg Friedrich von Ammon (1723–1765) kam als preußischer Gesandter im Niederrheinisch-Westfälischen Kreis in das Rheinland und begründete die rheinische Linie, die 1829 mit Gerhard Friedrich von Ammon auf Haus Walbeck in die Adelsmatrikel der Rheinprovinz (Klasse der Edelleute, Nr. 112) aufgenommen wurde.  
Zu den Besitzungen der Familie gehörte Polchow in Mecklenburg.
Das Geheime Staatsarchiv Preußischer Kulturbesitz verwahrt das Familienarchiv mit Unterlagen von 1623 bis 1917.
Einige Mitglieder des Geschlechts, darunter schon Christoph Heinrich von Ammon, werden als Freiherr oder Baron tituliert, doch ist über ein freiherrliches Diplom Näheres nicht bekannt.

## Wappen
Das Wappen zeigt in einem quadrierten Schild im ersten und vierten Feld in Silber einen aus der Teilungslinie hervorwachsenden, gold bewehrten, halben schwarzer Adler, im zweiten rot und blau geteilten Feld zwei gegeneinander gekehrte, geharnischte Arme, die eine goldene Königskrone emporhalten, wobei die Arme im blauen Teil und die Hände und die Krone im roten Teil stehen, und im dritten blau und rot quer geteilten Feld einen auf einem grünen Hügel stehenden vorwärts sehenden, geharnischten Mann, der in der Rechten einen silbernen Halbmond hält und die Linke in die Seite stemmt. Auf dem gekrönten Helm mit rechts schwarz–silbernen und links rot–goldenen Decken ein natürlicher Pfauenwedel.

## Persönlichkeiten
- Christoph Heinrich von Ammon (1713–1783), Jurist und Diplomat
- Johann Georg Heinrich von Ammon (1760–1836), Kriegs- und Domänenrat
- Johann Georg Ferdinand von Ammon (1761–1814), Kriegs- und Domänenrat
- Friedrich Ferdinand von Ammon (1794–1874), deutscher Jurist und Parlamentarier
- Karl von Ammon (1835–1903), deutscher Berghauptmann
- Friedrich von Ammon (1847–1927), preußischer Offizier
- Carl von Ammon (1878–1946), deutscher Generalmajor